# Сільван Відмер
Сільван Відмер (нім. Silvan Widmer, нар. 5 березня 1993, Аарау) — швейцарський футболіст, захисник клубу «Майнц 05» та національної збірної Швейцарії.

## Клубна кар'єра
Народився 5 березня 1993 року в місті Аарау. Вихованець футбольного клубу «Вюренлос». Також на молодіжному рівні грав у клубах «Баден» та «Арау». У сезоні 2010/11 виступав за фарм-клуб «Арау II». Зіграв 9 матчів і забив два м'ячі. 
23 липня 2011 року дебютував у дорослій команді у матчі проти «Вінтертура». Свій перший гол Відмер забив 21 листопада 2011 року в матчі проти «Санкт-Галлена». 
Влітку 2012 року Відмер підписав контракт з іспанською «Гранадою», сума трансферу склала 750 тис. євро. Однак, Відмер за «Гранаду» не зіграв жодного матчу і провів сезон 2012/13 в оренді у своєму колишньому клубі «Арау», допомігши йому зайняти перше місце і вийти у швейцарську Суперлігу. Загалом Відмер за «Арау» зіграв 65 матчів у Челлендж-лізі, другому за рівнем дивізіоні країни, і забив 11 м'ячів. 
Влітку 2013 року «Гранада» передала Відмера італійському «Удінезе», що також належить Джампаоло Поццо. Дебютував Відмер у складі фріульців 3 листопада 2013 року в матчі проти міланського «Інтернаціонале», а з наступного сезону 2014/15 став основним гравцем команди. Протягом п'яти сезонів відіграв за команду з Удіне 131 матч у національному чемпіонаті.
12 липня 2018 року перейшов до «Базеля» за рекордні для швейцарського клубу 5,5 мільйонів євро.
У липні 2021 підписав 3-річний контракт з німецьким клубом «Майнц 05».

## Виступи за збірні
2010 року дебютував у складі юнацької збірної Швейцарії, взяв участь у 16 іграх на юнацькому рівні, відзначившись 4 забитими голами.
Протягом 2012–2014 років залучався до складу молодіжної збірної Швейцарії. На молодіжному рівні зіграв у 17 офіційних матчах, забив 1 гол.
14 жовтня 2014 року дебютував в офіційних іграх у складі національної збірної Швейцарії у матчі відбіркового турніру ЧЄ-2016 проти збірної Сан-Марино (4:0), де на 59-й хвилині матчу замінив Штефана Ліхштайнера.
Наразі провів у формі головної команди країни 20 матчів.
| Дата       | Місто      | Господарі  | Результат | Гості       | Турнір            | Голи | Примітки |
| ---------- | ---------- | ---------- | --------- | ----------- | ----------------- | ---- | -------- |
| 14-10-2014 | Серравалле | Сан-Марино | 0 – 4     | Швейцарія   | Відбір до ЧЄ 2016 | -    | 59'      |
| 27-03-2015 | Люцерн     | Швейцарія  | 3 – 0     | Естонія     | Відбір до ЧЄ 2016 | -    |          |
| 31-3-2015  | Цюрих      | Швейцарія  | 1 – 1     | США         | товариський матч  | -    | 46'      |
| 10-6-2015  | Тун        | Швейцарія  | 3 – 0     | Ліхтенштейн | товариський матч  | -    | 46'      |
| 17-11-2015 | Відень     | Австрія    | 1 – 2     | Швейцарія   | товариський матч  | -    | 88'      |
| 25-3-2016  | Дублін     | Ірландія   | 1 – 0     | Швейцарія   | товариський матч  | -    | 82'      |
| 28-5-2016  | Женева     | Швейцарія  | 1 – 2     | Бельгія     | товариський матч  | -    | 64'      |
| 6-9-2016   | Базель     | Швейцарія  | 2 – 0     | Португалія  | Відбір до ЧС 2018 | -    | 70'      |
| 1-6-2017   | Невшатель  | Швейцарія  | 1 – 0     | Білорусь    | товариський матч  | -    | 46'      |
| Усього     |            | Матчів     | 9         |             | Голів             | 0    |          |

## Титули і досягнення
- Володар Кубка Швейцарії (1):

«Базель: 2018-19